# 21425 Cordwell
A 21425 Cordwell (ideiglenes jelöléssel 1998 FR90) a Naprendszer kisbolygóövében található aszteroida. A LINEAR projekt keretében fedezték fel 1998. március 24-én.